# Gustaf Idestam
Gustaf Idestam, född 26 februari 1802 i Vittis, död 9 maj 1851 i Tyrväntö, var en finländsk bergmästare. Han var far till Fredrik Idestam. 
Idestam blev filosofie doktor 1824, utnämndes till bergmästare 1825 och innehade tjänsten fram till sin död. Han råkade dock på kollisionskurs med sina överordnade, överintendent Nils Nordenskiöld och chefen för finansexpeditionen Lars Gabriel von Haartman, som blandade sig i hans verksamhet. Bland annat Idestams sätt att sköta sin tjänst på distans och inte flytta till Helsingfors väckte irritation. Han uträttade dock ett gediget arbete och hade god kännedom om de praktiska förhållandena på fältet.